# Sergio López Suárez
Sergio López Suárez (Salto, Uruguay, 17 de noviembre de 1945) es un escritor e ilustrador de libros infantiles uruguayo. Es famoso por escribir la novela infantil Anina Yatay Salas

## Biografía
Nació el 17 de noviembre de 1945 en Salto, Uruguay. 
Es un escritor e ilustrador de más de treinta cuentos para niños, jóvenes y maestro de enseñanza primaria.
En su niñez solía dibujar y pintar, y fue ganador de varios concursos en Salto. Comenzó su carrera como dibujante en el Diario El Pueblo de Salto.
Ha visitado distintos institutos de enseñanza en Uruguay, entre ellos el Instituto de Formación Docente «Juan Pedro Tapié» en San Ramón, el Colegio Integral Solymar, Woodlands School y la Escuela 119 de Salto.
Ha publicado varios libros y ha ilustrado otros.  Su personaje más famoso ha sido Anina Yatay Salas, que sirvió de inspiración para la película animada Anina con el guion de Federico Ivanier y la dirección de Alfredo Soderguit. Esta película seleccionada para representar a Uruguay en los Premios Oscar, participante en el 61 Festival de San Sebastián y ganadora en el Segundo Festival de Cartagena como mejor Película y como mejor Dirección en la sección "Colombia al 100 %". 
Actualmente vive en Montevideo, Uruguay.

## Libros publicados
- Derechos de la naturaleza (1990)
- Haciendo monadas (Colección Leer para disfrutar y pensar)(1990)
- Los UH y el cofre con lentes (1992)
- Día-positivo de dos UH (Novela) (1992)
- La ventana indiscreta (1995)
- Una casa para el tiempo (1998)
- Escondites (2001)
- ¡Huácala a los miedos!(2001)
- Travesías de un barco llamado LIBRO (2002)
- Anina Yatay Salas (2003)
- Adivinanzas de terror (2003), con Malí Guzmán
- ¿Qué es esto? (2004)
- Leyendas de Nacurutú (2009)

## Revistas y libros ilustrados
- ¿Qué es esto? (2004)
- Escondites (2001)
- ¡Ruperto insiste! (1995)
- Revista de Literatura Infantil COLORÍN-COLORADO (1980-1983)
- Colección Cuentos latinoamericanos para niños. (EBO) (1984-1985)
- La vereda de enfrente y otros cuentos. Editorial Proyección.(1988)
- Revista de la Educación del Pueblo. (1988-1995)
- El viejo Vasa. Editorial Proyección (1989)
- Los corsarios de Artigas (1989)

## Premios
- Premio Bartolomé Hidalgo 2012[14][15]